# 火影忍者劇場版：大激突！夢幻的地底遺跡
大激突！夢幻的地底遺跡是日本动漫系列火影忍者的第二部剧场版，日本於2005年8月6日上映。電影頻道（CCTV-6）亦曾引進並於2011年7月26日下午14:40分首播，片名翻譯為《火影忍者：幻之地底遺跡》。

## 劇情提要
鳴人、小櫻、鹿丸接獲找尋雪貂奈爾酷伊的任務。途中被特姆迅所襲擊，他所擁有的力量名叫蓋雷爾，特姆迅與鳴人戰鬥途中雙雙掉下山谷被商旅所救，商隊老伯指出奈爾酷伊只會跟商隊的人親近，可是奈爾酷伊卻親近特姆迅。小櫻和鹿丸在尋找鳴人中遇見一座移動要塞，鹿丸獨自進入要塞，發現要塞的士兵是人類改造而成的。
於是特姆迅帶鳴人前往移動要塞，見其主子海德。海德提出「理想國」的意念，邀請鳴人加入，不過鳴人因為他將來要成為火影而婉拒，但非常樂意在這方面共同攜手合作。後來特姆迅和鳴人到了一艘船，結果被勘九郎襲擊，這時海德的兩名手下出現，鳴人欲與特姆迅決戰，而我愛羅和勘九郎則對付海德的兩名手下。第一名手下－蘭克使用雷電招式對付我愛羅，我愛羅用砂雷針吸走雷電然後用砂瀑大葬擊敗電漿球。第二名手下－卡蜜拉是幻術使用者，與勘九郎決戰期間逃走。這兩人逃走時也帶特姆迅逃走。其後鳴人欲追特姆迅時卻捉了勘九郎。
特姆迅襲擊商隊，卻被鹿丸以影子模仿術捉住。之後到了商隊的藏點，商隊的老伯說出蓋雷爾之石是傳說的力量，人們因蓋雷爾之石而戰爭，更指出特姆迅是流浪民族的王族，特姆迅更說出他植入蓋雷爾之石的秘密。海德的第三名手下－風外突然襲擊商隊老伯並威脅他說出蓋雷爾礦脈的封印之地。後期鳴人，小櫻，鹿丸在奈爾酷伊的引領下進入蓋雷爾礦脈並遇見特姆迅和海德。商隊的老伯啟動了機關使特姆迅和自己進入封印之地。卻留下鳴人，小櫻，鹿丸和海德，海德在機關前顯現出他的力量，粉碎地板然後追擊特姆迅，鳴人也緊跟在後。小櫻和鹿丸則分別對抗風外和卡蜜拉。小櫻與風外戰鬥，她把風外引誘到六晶柱然後利用狼人嚎叫時產生了迴音，藉由粉碎六晶柱讓風外自取滅亡。鹿丸則迎戰卡蜜拉，因卡蜜拉的飛行非使得他的影子模仿術完全無法捕捉到她，接著以假引爆符封鎖卡蜜拉的行動範圍，然後勘九郎順勢從她背後用傀儡術殺死。
在封印之地理，海德承認特姆迅父母就是被他殺死，接著將自身變化成魔鬼模樣，挖出特姆迅的蓋雷爾之石，並把特姆迅摔到一旁，徹底將蓋雷爾礦脈據為己有。然後鳴人也受商隊老伯之託上前對付海德，但由於海德驚人的速度以及蓋雷爾礦脈對他的加持，使得他擁有強大的力量，鳴人在他面前只有被挨打的份。之後鳴人的螺旋丸對海德也無效，海德接下來企圖殺死特姆迅，但是三名要塞士兵前來保護（一名保護鳴人，兩名保護特姆迅）。特姆迅在看見夥伴們為了他犧牲之後重新振作，助鳴人一臂之力，接著影分身在鳴人的左手製造出九尾妖狐力量的九尾螺旋丸（狀似紅蓮螺旋丸），特姆迅則在鳴人的右手製造出蓋雷爾力量的蓋雷爾螺旋丸，鳴人先以九尾螺旋丸粉碎海德右手的蓋雷爾之石，左手的蓋雷爾螺旋丸則直接殺死海德。
海德死後，因正好破壞了封印蓋雷爾礦脈的鑰匙，使得礦脈被釋放出來，商隊的老伯表示只有擁有王族之血的特姆迅可以發動古老通靈之術召喚「時空之穴」毀滅礦脈。特姆迅召喚「時空之穴」後鳴人的眾多分身所救，從「時空之穴」逃脫。之後「時空之穴」將蓋雷爾礦脈吞噬完畢，但是漏出來的些微力量卻讓荒地冒出綠色植物。特姆迅醒來的那一刻，原本漆黑的圖畫顯現出它的真實樣貌，其實它並不是絕望的畫。
最後特姆迅與被拯救起來的夥伴們一同搭船離開，向鳴人與商隊告別、為了創造沒有戰爭的世界而努力。同時奈爾酷伊已經將商隊老伯甩了，選擇跟隨特姆迅。

## 主要人物
- 漩渦鳴人

配音：竹內順子﹝日﹞；蔣篤慧﹝台﹞；張艾（央視）
在找尋雪貂奈爾酷伊中被特姆迅襲擊，後來雙雙掉下山谷，被商團所救。其後特姆迅帶鳴人接觸海德，後來與特姆迅進入蓋雷爾礦脈，在得知一切真相決定要擊敗海德。(使用招式：影分身術，鳴人連彈，螺旋丸，九尾螺旋丸和蓋雷爾螺旋丸)
- 春野櫻

配音：中村千繪﹝日﹞；丘梅君﹝台﹞
在找尋雪貂奈爾酷伊中被特姆迅襲擊，後來尋找鳴人期間與鹿丸看見移動要塞，其後與風外決戰，用迴音作為陷阱擊敗風外。
- 奈良鹿丸

配音：森久保祥太郎﹝日﹞；林協忠﹝台﹞
在找尋雪貂奈爾酷伊中被特姆迅襲擊，後來尋找鳴人期間與小櫻看見移動要塞，其後與海德的手下決戰，與勘九郎聯手擊敗海德的手下（女性，本名卡蜜拉）。(使用招式：影子模仿術，影子束縛術和影子絞首術)
- 我愛羅

配音：石田彰﹝日﹞；郭馨雅﹝台﹞
為防止海德進攻風之國，與蘭克戰鬥，其後以砂雷神和砂瀑大葬殺死蘭克。(使用招式：砂之盾，砂之鎧，砂時雨，砂瀑大葬，砂雷針)
- 勘九郎

配音：加瀬康之﹝日﹞；陳宏瑋﹝台﹞
在鹿丸與卡蜜拉戰鬥的最後關頭以人偶機關殺死卡蜜拉。(使用招式：人偶機關術和傀儡替換術)
- 特姆迅

配音：河相我聞/幼年時加藤優子﹝日﹞；賀宇傑﹝台﹞
戰亂中的孤兒，被海德扶養長大，然後被植入蓋雷爾之石。真實身分為皇家血脈。在本片的最後，海德在蓋雷爾礦脈告訴特姆迅是自己就是殺死父母的兇手，接著還被挖出蓋雷爾之石。之後在看到士兵為他犧牲後重新振作，與鳴人聯手擊敗海德。並在最後召喚出時空之穴吞噬解除封印的蓋雷爾礦脈。由於他早已跟商隊分道揚鑣，故在得救後告別鳴人與商隊。(使用招式：蓋雷爾)

## 敵人
- 海德

配音：野島昭生﹝日﹞；陳宏瑋﹝台﹞
特姆迅的主子，也是他將年幼的特姆迅一手扶養長大。其真面目為殺死特姆迅父母的兇手，故為本片終極敵人。看似弱者，其實右手植入了蓋雷爾之石，最後被鳴人以九尾螺旋丸及蓋雷爾螺旋丸殺死。（使用招式：蓋雷爾和肉體強化）
- 蘭克

海德身邊的三大女幹部之一，身穿紫色骑士盔甲，能化身成猿人，還能操控雷電。最後被我愛羅殺死。
- 卡蜜拉

海德身邊的三大女幹部之一，身穿青綠色骑士盔甲，能化身成吸血鬼。最後被鹿丸與勘九郎聯合殺死。
- 风外

海德身邊的三大女幹部之一，身穿蓝色骑士盔甲，能化身成狼人。最後被小櫻殺死。

## 製作
- 監督：川崎博嗣
- 脚本：川崎博嗣・宮田由佳
- 角色設計：西尾鉄也
- 音楽：増田俊郎
- 録音演出：神尾千春
- 配給：東宝
- 製作：劇場版火影忍者製作委員会

## 主題歌
- TUBE 「Ding! Dong! Dang!」 
  - 作詞 - 前田亘輝
  - 作曲 - 春畑道哉

## 外部連結
- （日語）官方網站

| Animax 星期六 23:00－25:00 節目 | Animax 星期六 23:00－25:00 節目                   | Animax 星期六 23:00－25:00 節目 |
| ------------------------------- | ------------------------------------------------- | ------------------------------- |
|                                 | 火影忍者劇場版：夢幻的地底遺跡 （2016年12月24日） |                                 |
| 一拳超人 重播                   | 火影忍者劇場版 忍者之路                           |                                 |